# Bachlehenkapelle (Außervillgraten)
Die römisch-katholische Bachlehenkapelle steht in Versellerberg im Tal des Winkeltalbachs in der Gemeinde Außervillgraten im Bezirk Lienz im Bundesland Tirol. Die dem Patrozinium hl. Genoveva unterstellte Hofkapelle gehört zum Dekanat Sillian in der Diözese Innsbruck. Die Kirche steht unter Denkmalschutz (Listeneintrag).

## Beschreibung
Die 1765 erbaute einfache Kapelle trägt am Übergang zum Chor einen Dachreiter. Der barocke Altar entstand in der Bauzeit. Die Ausstattung ist bäuerlich barock, darunter eine Votivtafel mit Stifterinschrift.

## Wikilinks
- Gemeinde Außervillgraten: Genoveva-Kapelle zu Bachlehen am Versellerberg

Koordinaten: 46° 48′ 27″ N, 12° 26′ 52,2″ O